# Send Me on My Way
Send Me on My Way è un brano musicale del gruppo rock statunitense Rusted Root, del 1994. Il brano compare per la prima volta come traccia dell'album Cruel Sun del 1992, per essere poi registrato nuovamente due anni dopo per il loro secondo album, When I Woke ed estratto come singolo nello stesso anno. Il singolo si è posizionato al 72º posto nella Billboard Hot 100. Sebbene il brano musicale non sia stata un successo commerciale immediato, nel tempo è diventato estremamente noto, principalmente per la sua importanza in diversi film e serie TV, tra cui il film Matilda 6 mitica, il programma televisivo Cinque in famiglia, il film L'era glaciale, la serie New Girl e la miniserie televisiva del 2021 Maid.

## Tracce
1. Send Me on My Way – 3:56
2. Laugh As the Sun – 5:58